# Jesper Damgaard
Jesper Damgaard (født 6. maj 1975 i Holstebro) er en dansk tidligere ishockeyspiller, der fra sæsonen 2008-09 spillede for Malmö Redhawks i den næstbedste svenske række, Hockeyallsvenskan. Hans foretrukne position var back. Han har siden 1993 spillet for klubber i Schweiz, Sverige og Tyskland, heriblandt Malmö Redhawks (1993-2000) og MODO (2002-06) i den svenske Elitserie. Han vendte hjem til dansk ishockey i sæsonen 2007-08 hvor han spillede for Rødovre Mighty Bulls. Damgaard havde underskrevet en 3-årig kontrakt med Rødovre, men valgte efter en enkelt sæson at skifte til Malmö.
Jesper Damgaard har været på det danske VM-landshold siden 1994, heraf de fleste sæsoner som kaptajn. I foråret 2011 måtte han erkende, at helbredet ikke kunne holde til den attende VM-slutrunde, så han valgte at stoppe karrieren.

## Eksterne links
- Jesper Damgaards profil på Eurohockey.com (engelsk)
- Jesper Damgaards profil på Hockeydb.com (engelsk)
- Jesper Damgaards profil på Eliteprospects.com (engelsk)